# نظمی البدوی
نظمی البدوی (انگلیسی: Nazmi Albadawi؛ زادهٔ ۲۴ اوت ۱۹۹۱) بازیکن فوتبال سابق فلسطینی است.
از باشگاه‌هایی که در آن بازی کرده‌است می‌توان به باشگاه فوتبال سینسیناتی اشاره کرد.
وی همچنین در تیم ملی فوتبال فلسطین بازی کرده‌است.